# Fabricio Fuentes
Pour les articles homonymes, voir Fuentes.
Fabricio Fabio Fuentes est un footballeur international argentin (1 sélection), né le 13 octobre 1976 à Río Cuarto. Il évolue au poste de défenseur.

## Carrière
- 1997-1998 : Quilmes AC ( Argentine)
- 1998-2001 : Newell's Old Boys ( Argentine)
- 2001-2004 : Vélez Sársfield ( Argentine)
- 2003-jan. 2004: EA Guingamp ( France)
- jan. 2004-2005 : Vélez Sársfield ( Argentine)
- 2005-2006 : CF Atlas ( Mexique)
- 2006-sep. 2007 : Villarreal CF ( Espagne)
- sep. 2006-2007 : CF Atlas ( Mexique)
- 2007-jan. 2010 : Villarreal CF ( Espagne)
- jan. 2010-nov. 2010 : CF Atlas ( Mexique)
- jan. 2011-2011 : Newell's Old Boys ( Argentine)